# Башада (футбольний клуб)
Башада Футебул Клубе або просто Башада (порт. Baxada Futebol Clube) — професіональний кабо-вердський футбольний клуб з міста Кова Фігуейра, на острові Фогу. 

## Історія
Футбольний клуб «Башада» було засновано 27 лютого 2001 року в місті Кова Фігуейра на острові Фогу.

## Від сезону до сезону
- 2005-06: 3-тє
- 2006-07: 2-ге
- 2007-08: 8-ме
- 2008-09: 5-те
- 2013-14: 1-ше (Другий дивізіон)
- 2014-15: 8-ме (Перший дивізіон)

## Статистика виступів у чемпіонаті
| Сезон   | Див | Міс | О  | Іг | В | Н | П  | ЗМ | ПМ | РМ  |
| 2013-14 | 3   | 1   | -  | -  | - | - | -  | -  | -  | -   |
| 2014-15 | 2   | 8   | 11 | 18 | 3 | 2 | 13 | 26 | 65 | -39 |